# Tysk hudindustri
Tysk hudindustri er et studiealbum med den danske heavy metal-gruppe Red Warszawa fra 2000. Det det første af deres album, ikke indeholder nogen sange fra de første tre demobånd og er også blevet kaldt, Greatest Hits 1986-2000 Volume 3. Albummet er indspillet og produceret i MAYONAISE-STUDIO i perioden fra oktober 1999 til februar 2000.

## Sange
1. "Heavy for dig (Intro til album)"
2. "KKK-Salat"
3. "Pludselig får du cirkelspark af folk du ikke kender"
4. "Der vil altid være en straf"
5. "Tråkker"
6. "Bilerne ud af byen"
7. "Tror du det er for sjov jeg drikker"
8. "EPO-sangen"
9. "Æggemad"
10. "Brun"
11. "Wie dumm kann mann sein"
12. "Prost"
13. "Narko og porno"
14. "Beige"
15. "Hestehviskeren"
16. "Svensk/finsk løsning"
17. "Messermann"
18. "BBBMPVHNK"

## Medvirkende
- "Lækre" Jens Mondrup – vijak
- "Heavy" Henning Nymand – Guitar, kor, vokal på EPO-sangen, Prost og Messermann.
- "Tonser" Henrik – Bass
- "Puff Danny" Daniel Preisler Larsen – trommer

Kort efter pladens udgivelse forlod "Puff Danny" bandet og blev erstattet af trommeslageren "Måtten Møbelbanker".